# Caminada de resistència

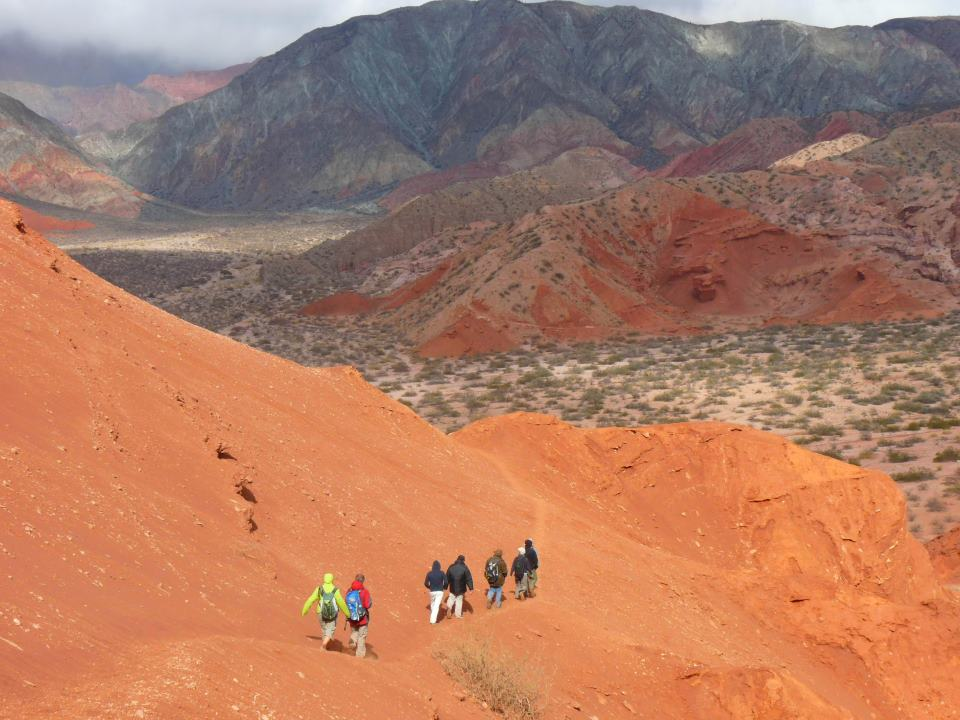
Participants en una caminada de resistència

Una caminada de resistència o marxa de resitència és una marxa a peu, excursionista, no competitiva, on preval el repte personal i de superació del participant, així com la germanor i la solidaritat entre participants, amb uns requisits establerts a complir. Malgrat no ser proves competitives, per participar en una caminada de resistència cal tenir una determinada preparació, doncs la seva llarga durada, amb recorreguts de més de 30 quilòmetres, sovint amb forts desnivells i dificultats del terreny, posen a prova les forces dels excursionistes i la preparació física i mental dels seus participants.
L'any 2017 la Federació d'Entitats Excursionistes de Catalunya (FEEC) va crear el Circuit Català de Caminades de Resistència, un circuit que substituïa l'anterior Copa Catalana de Caminades de Resistència, intentant així recuperar l'essència de les caminades, així com abandonar l'esperit més competitiu.

## Caminades delCircuit Català de Caminades de Resistència(CCCR)[5][6]
| Prova                                       | Km.   | Desniv. acum. |
| ------------------------------------------- | ----- | ------------- |
| Marxa dels Castells de la Segarra           | 54    | 1.200         |
| Travessa Rubí-Montserrat                    | 46    | 4.200         |
| Marxa del Setge de Cardona                  | 50,5  | 4.574         |
| Marxa les Borges - Riu Set                  | 56,5  | 3.322         |
| Marxa de les Comes                          | 46    | 2.500         |
| Travessa Molins-Montserrat                  | 47,7  | 2.020         |
| Ruta dels Tres Monestirs Llarga             | 54    | 3.355         |
| Ruta dels Tres Monestirs Curta              | 48    | 2.654         |
| Almogàver Muntanyes de Prades               | 55,5  | 4.100         |
| Ruta de les Ermites                         | 47    | 3.100         |
| Caminada de Carenes                         | 50    | 5.262         |
| Caminada Riudoms-La Mola-Riudoms            | 56,77 | 3.422         |
| Caminada Sants-Montserrat                   | 63    | 3.843         |
| Marxa de Resistència 7 Cims                 | 59,2  | 4.824         |
| Marxa Romànica de Resistència de Navàs      | 83,5  | 5.600         |
| Marxa Romànica Mèdium de Navàs              | 48    | 2.424         |
| Marxa de Colldejou                          | 48    | 4.830         |
| Marxa Gràcia-Montserrat                     | 62,6  | 4.668         |
| Caminada "Reus-Prades-Reus"                 | 54,8  | 2.950         |
| Travessa del Montseny                       | 48    | 5.000         |
| Transfronterera Cap de Rec                  | 51    | 5.200         |
| Travessa Matagalls-Montserrat               | 83,4  | 5.773         |
| Marxa Rasos de Peguera - Manresa            | 82    | 3.989         |
| Trenkakames                                 | 55    | 3.400         |
| Marxa de Resistència La Llopa               | 54    | 4.520         |
| Marxa de Resistència La Mola-Santa Perpetua | 50-36 | 3.150         |
| La Marxassa                                 | 63    | 4.032         |
| Marxa del Garraf                            | 45    | 3.300         |